# Energipolitik
Energipolitik består af politiske initiativer, der skal fremme mål indenfor energiområdet, eksempelvis forsyningssikkerhed, klima- og andre miljøhensyn samt samfundsøkonomiske mål. I lande som Danmark føres energipolitikken ofte ud fra samlede energiplaner, ofte kaldet energistrategier.

## International energipolitik
Energipolitik har tidligere mest været et nationalt anliggende, men i dag er energipolitikken i høj grad international. Det skyldes, at handel med energi og dermed energipriserne i høj grad er internationalt bestemt på globale eller regionale energimarkeder, og energipolitiske beslutninger i ét land kraftigt kan påvirke situationen i andre lande. En vigtig scene for internationale energidiskussioner er Det Internationale Energiagentur, forkortet IEA, som blev grundlagt i 1974 lige efter oliekrisen 1973, der ramte samfundsøkonomien i hele den vestlige verden hårdt. IEA har udviklet sig til både det vigtigste internationale samarbejdsforum indenfor energipolitik og til en meget indflydelsesrig tænketank i den internationale energiverden. Organisationens årlige publikation World Energy Outlook, der giver overblik over den internationale energisituation og diskuterer fremtidsperspektiv, er således ofte dagsordensættende.

## Energipolitik i Danmark
Også i Danmark begyndte man at formulere en sammenhængende energipolitik i 1979'erne med oliekrisen i 1973 som baggrund. I 1976 blev Dansk energipolitik 1976, den første samlede danske energistrategi, vedtaget. Dens formål var især at understøtte, at den danske elektricitetsproduktion blev omstillet fra olie til kul. Samtidig ville den udbygge fjernvarmen for at reducere husholdningernes olieforbrug til opvarmning, indførte naturgas fra den danske del af Nordsøen som en ny varmekilde, tog initiativ til en landsomfattende kommunal varmeplanlægning og gennemførte en række ordninger for at reducere energiforbruget som skærpede energiregler for nybyggeri og tilskud til efterisolering af boliger. Mere generelt gik den danske energistrategi i de følgende år ud på at opnå selvforsyning, ikke mindst via større udnyttelse af de fossile energireserver i Nordsøen. I 1976-planen blev der også lagt op til, at atomkraft fra danske kraftværker på sigt skulle indgå i energiforsyningen. På grund af folkelig modstand blev kernekraften imidlertid senere fjernet fra energiplanlægningen. Danmark nåede foreløbig sit mål om at blive selvforsynende med energi i 1997.
I den følgende årrække fik klima- og miljøhensyn efterhånden en større rolle i den danske energipolitik. Afhængigheden af fossile brændstoffer søgtes nedbragt af hensyn til den globale opvarmning. I begyndelsen, hvor kulkraftfyrede værker dominerede, var det desuden et vigtigt formål at gøre dem mere effektive og dermed reducere deres udledninger af svovl og kvælstof. I de efterfølgende årtiers energistrategier har indførsel og udbygning af naturgasnettet, energibesparelser blandt andet via højere afgifter på energiforbruget, tilskud til vedvarende energi som vindkraft, solvarme og biobrændsler spillet vigtige roller. I 1996 blev et indre energimarked for hele EU vedtaget, hvilket medførte en liberalisering og harmonisering af det danske og de øvrige medlemslandes energimarkeder. Med vedtagelsen af Lissabontraktaten i 2007 fik EU-Kommissionen yderligere indflydelse på den europæiske energipolitik.
Der er tradition for, at energipolitikken i Danmark føres ved hjælp af samlede energiplaner, der bliver vedtaget af et bredt flertal af partier hen over midten i Folketinget. I nogle tilfælde har energiselskaberne også været direkte involveret i tilrettelæggelsen af de politiske energiplaner. Den brede støtte anses for vigtig for at kunne give stabilitet og angive en troværdig langsigtet retning i energipolitikken.

## Energipolitik i andre sammenhænge
Selvom energipolitik mest føres af regeringer, eventuelt i internationale fora, kan også andre aktører vedtage og udføre energistrategier og politikker. Det gælder eksempelvis borgmestre, regionale råd, delstater og energivirksomheder, der kan føre hver deres strategi og politik.